# George Eden, 1:e earl av Auckland
George Eden, 1:e earl av Auckland,  född den 25 augusti 1784, död den 1 januari 1849, var en brittisk statsman, son till William Eden, 1:e baron Auckland, bror till Robert John Eden, 3:e baron Auckland, farbror till Ashley Eden.
Eden var 1810–1812 och 1813–1814 medlem av underhuset och intog sistnämnda år faderns plats i överhuset, där han tillhörde whigoppositionens bästa talare. Earl blev han 1839. I lord Greys ministär satt han 1830–1834 som president för handelsdepartementet (Board of Trade) samt var sjöminister (förste amiralitetslord) i lord Melbournes kabinett juli–december 1834 och april–september 1835. 
Auckland utsågs därefter till generalguvernör över Indien och tillträdde sitt nya ämbete i februari 1836 med bestämt uppsåt att fortsätta lord William Bentincks fredliga reformpolitik. Hans inre politik var också ganska förtjänstfull, men nästan hela hans ämbetstid upptogs av den olycksbringande inblandning i Afghanistan inre förhållanden, vartill han förleddes genom överskattande av den fara för ett ryskt anfall, som från detta håll hotade Indien. 
Mitt under det afghanska kriget, som blev en följd av den äventyrliga politik Auckland fört, väsentligen i samråd med de av honom till Kabul utsända och där sedermera mördade brittiske agenterna Alexander Burnes och William Macnaghten, hemkallades han av Peels toryministär och lämnade Indien i mars 1842. En svårbotlig nedgång i det brittiska namnets prestige och finansiell oreda blev följderna av hans olyckliga anglo-indiska utrikespolitik. I lord John Russells kabinett var Eden från 1846 till sin död förste amiralitetslord.